# 唯夏織
唯夏織（日语：ゆいかおり）是日本的一个音乐组合、声优组合。隸屬Sigma Seven e。

## 成员
- 小倉唯（おぐら ゆい、1995年8月15日 - ）
- 石原夏織（いしはら かおり、1993年8月6日 - ）

## 履历
2009年
- 9月 - 小倉唯和石原夏織组成HAPPY!STYLE Rookies（前）。

2010年
- 5月12日 - 「Our Steady Boy」单曲发布。

2013年
- 9月17日，小仓唯与石原夏织从原来的事务所STYLE CUBE转入Sigma Seven e。

2017年
- 3月31日，宣布在同年6月30日停止音樂活動[1]。

## 演出

### 广播
日常性
- ゆいかおりの実♪（官方发布：2010年9月17日 - 12月3日）
- ゆいかおりの実♪デジタル（超!A&G+电台：2011年1月3日 - 2013年11月25日）[2]
- ゆいかおりの実♪AM（文化放送「A&G 超RADIO SHOW〜アニスパ!〜」内：2012年11月10日 - 2014年3月29日）
- ゆいかおりの実♪（文化放送:2014年4月6日 - ）

客座
- DJ Tomoaki’s Radio Show!（下北FM、2010年4月1日、5月13日）
- a-GENERATION（文化放送：2010年7月17日）

### WEB
- 電波研究社（2010年11月4日、ニコニコ生放送）
- 電波研究社（2011年4月7日、ニコニコ生放送）

### 活动
- ゆいかおり×はぴてん♪×Tempalyのワクワク秋祭り（2009年10月25日）
- HAPPY! STYLE Communication Circuit 007（2010年5月2日、3日）
- Arista LIVE Vol.1（2010年7月18日）
- 下北FM偶像庆祝会(2010年9月18日、新宿・STUDIO Dee、下北FM）

### 电视
- PigooRadio〜ゆいかおり（2010年10月-､PigooHD・エンタ!371）

### 舞台
- Q-是你吗?-（2011年7月13日-18日、池袋绿色剧场 BOX in BOX THEATER）

### 演唱會
- ゆいかおり1st LIVE「PUPPY LOVE!!」（2011年11月27日、原宿アストロホール（東京都））
- ゆいかおり2nd LIVE「YELL for YOU」 （2012年5月6日、恵比寿LIQUIDROOM（東京都））
- ゆいかおり1st LIVE TOUR「WAKE UP!!」（2012年11月18日、umeda AKASO（大阪府）、11月25日 ボトムライン（愛知縣）、12月2日  幕張メッセイベントホール（千葉縣））
- ゆいかおりLIVE「BUNNY FLASH!!」（2014年2月2日、パシフィコ横浜国立大ホール（神奈川縣））
- ゆいかおりSPECIAL LIVE「LUCKY TUNES!!」（2014年5月24日、 ディファ有明（東京都））
- ゆいかおりBIRTHDAY SPECIAL LIVE「INTRODUCTION!!」（2014年8月16日、 アイア シアタートーキョー（東京都））
- ゆいかおりLIVE TOUR「HEARTY PARTY!!」（2014年11月22日、名古屋国際会議場 センチュリーホール（愛知縣）、2014年11月29日、オリックス劇場（大阪府）、2014年12月7日）

## 唱片

### 单曲
|            | 名稱                   | 發售日期       | 規格編號   | 規格編號   | 最高位 |
| 初回限定盤 | 名稱                   | 發售日期       | 通常盤     |            | 最高位 |
| ---------- | ---------------------- | -------------- | ---------- | ---------- | ------ |
| 1st        | Our Steady Boy         | 2010年5月12日  |            | KIZM-49/50 | 64位   |
| 2nd        | ふたり／VIVIVID PARTY! | 2010年7月21日  |            | KIZM-61/62 | 91位   |
| 3rd        | HEARTBEAT不會停止!     | 2010年11月17日 | KICM-91322 | KICM-1322  | 83位   |
| 4th        | Shooting☆Smile         | 2011年4月6日   | KICM-91334 | KICM-1334  | 57位   |
| 5th        | 你的YELL               | 2012年3月14日  | KICM-91385 | KICM-1385  | 27位   |
| 6th        | ウェィカッ!!           | 2012年10月31日 | KICM-91417 | KICM-1417  | 19位   |
| 7th        | Shiny Blue             | 2013年3月13日  | KICM-91438 | KICM-1438  | 16位   |
| 8th        | LUCKY DUCKY!!          | 2014年4月9日   | KICM-91512 | KICM-1512  | 8位    |
| 9th        | Intro Situation        | 2014年7月2日   | KICM-91523 | KICM-1523  | 7位    |
| 10th       | NEO SIGNALIFE          | 2015年1月7日   | KICM-91564 | KICM-1564  | 13位   |
| 11th       | Ring Ring Rainbow!!    | 2015年8月5日   | KICM-91605 | KICM-1606  | 19位   |
| 12th       | Promise You!!          | 2016年8月10日  | KICM-91697 | KICM-1698  | 13位   |

### 专辑
|            | 發售日期       | 名稱          | 規格編號      | 規格編號    | 最高位 |
| 初回限定盤 | 發售日期       | 名稱          | 通常盤        |             | 最高位 |
| ---------- | -------------- | ------------- | ------------- | ----------- | ------ |
| 1st        | 2011年9月21日  | Puppy         | KICS-91722    | KICS-1722   | 40位   |
| 2nd        | 2013年10月23日 | Bunny         | KIZC-221/2    | KICS-1981   | 15位   |
| 3rd        | 2015年11月4日  | Bright Canary | KIZC-341/2    | KICS-3299   | 7位    |
| 精選輯     | 2017年6月21日  | Y&K           | KIZC-398～400 | KICS-3502/3 | 10位   |

### 参加作品
- 「3 flavors only」（2009年9月26日／编号：SIZUK-1）

#3 恋のオーバーテイク
Comic虎之穴限定販売。

## 协同作品
| 歌名                             | 协同作品                                        |
| -------------------------------- | ----------------------------------------------- |
| Our Steady Boy                   | 电视动画『kiss×sis』片尾曲1                     |
| ふたり／VIVIVID PARTY!           | 电视动画『kiss×sis』片尾曲2                     |
| HEARTBEATが止まらないっ!         | 网络广播「ゆいかおりの実♪」主题曲               |
| Shooting☆Smile                   | 在线游戏「玩具战争」片頭曲                      |
| CUE the Future 〜「Q」のテーマ〜 | 舞台「Q –是你吗?-」片尾曲                       |
| Ring Ring Rainbow!!              | 電視動畫『城下町的蒲公英』片頭曲                |
| Promise You!!                    | 電視動畫『卡片鬥爭!! 先導者G GIRS危機篇』片尾曲 |